# 藤崎奈々子
藤崎 奈々子（ふじさき ななこ、本名：諏佐 奈々子、1977年12月19日 - ）は、タレント。1997年度のフジテレビビジュアルクイーン。2023年8月までMegu Entertainment所属。

## 来歴・人物
北海道札幌市生まれ。その後、帯広市（5歳）、函館市（6歳）、宮城県仙台市（小1）、札幌市（小2〜小4）、奈良県奈良市（小5〜中1）、そして埼玉県浦和市（現：さいたま市、中2〜）に落ち着くまで引越しを繰り返す。さいたま市立内谷中学校、埼玉県立与野高等学校、目白学園女子短期大学（現・目白大学短期大学部）卒業。
短大在学中にデビュー。マツモトキヨシのCMでのほんわかしたキャラクタ-で衆目を集め、1997年にフジテレビビジュアルクイーン・オブ・ザ・イヤーに選出。日本テレビ系で2002年3月まで放送されていた番組『ウッチャンナンチャンのウリナリ!!』のレギュラーを1998年から2001年まで務め（初登場は1997年）、そのウリナリ!!でのキャラクターが大ブレーク。このウリナリでは1998年にドーバー海峡横断部・三浦遠泳大会でクラゲのいる海を必死に頑張って泳ぎきり、2時間17分でゴール。当時、ウリナリの多くの視聴者に感動を与えた。また、同番組で共演した千秋とはよく遊ぶほどの親友であり、後に共演することになる同じ事務所の後輩・山川恵里佳と仲がよく、DHCコンビニ化粧品のCMにも2人で共演している。その他には新山千春、山口もえなどとも仲が良い。資格は「日本酒ナビゲーター」を保有。
温泉医療の専門家である医師との異色のコラボによる共著『温泉とデトックスでキレイになる!』や、2008年には『幸せをつかむ勉強法』を執筆。『幸せを〜』は原稿用紙264ページに渡る書き下ろしで、全頁にわたって一人で執筆した本はこれが初めてである。
『CRぱちんこアバンギャルド』では、眞鍋かをり、小倉優子の先輩として、一緒に出演。
2008年8月11日、京都市伏見区の新堀川横大路でラーメン店『藤崎奈々子は豚骨ラーメン』を開店。2008年10月には大阪市旭区大宮にも出店。その後も『醤油ラーメンなら藤崎奈々子』を都内で開店させるが豚骨ラーメンの店とともに2009年にすべて閉店。
2012年3月、デビューから所属していた芸能事務所アヴィラを離れる。2012年12月よりOFFICE Megu所属（業務提携）。
2014年8月7日に放送されたTBS系番組『櫻井有吉アブナイ夜会』に出演し、8年前からつきあっている男性がおり、同居していることを告白している。
新元号・令和になった2019年5月1日に結婚したことを、同年7月24日の『今夜くらべてみました』（日本テレビ）の生放送の中で発表した。
2023年8月31日をもってメグエンターテイメントを退所。

## エピソード
- 深夜番組『虎の門』（テレビ朝日）においては「しりとり竜王戦」初段である。
- 中学時代の同級生に横浜DeNAベイスターズ投手コーチの木塚敦志がおり、始球式で再会を果たした。
- 『ウリナリ!!』には元々、番組が「ドーバー海峡横断部」の部員を芸能人限定で公募した際に応募しての採用であった。しかし過酷な挑戦ゆえ、ある段階で部員各自に継続の意思確認が行なわれた際、極寒の海峡を泳ぐには10kg以上の増量が必要なことで、他の仕事の関係もあり退部を申し出た[6]。なお、藤崎はその後も他のコーナーではそのままレギュラーとして出演し続けた。
- デビュー当時は、元タレントのかとうれいこに顔が似ていると言われていた（この情報について2007年8月28日の『なるトモ!』内で「そうですか?」とコメントしている）。
- 幼稚園の頃眼鏡を掛けていた。
- 犬を2匹飼っており、名前はそれぞれ「孔明」と「劉備」（それぞれ『三国志』に登場する人物に由来する）。また、「ラムネ」という名前の猫も飼っている[7]。
- 豚骨ラーメンが好物である。
- おっとりゆっくりした喋り方が特徴だが、そのせいで「マツモトキヨシ」のCMでは、「マツモトキヨシ」とたった一言言うだけでも苦戦してしまい、何十回もNGを出してしまった。
- 料理が苦手で、かつて深夜番組『愛のエプロン』（テレビ朝日）では毎回不思議な料理を披露していた。しかし、2002年の特別番組では出場した6人の中で最も高い成績を残して優勝したり、カレイの煮付けを作ったときには、上エプを獲得している。
- 北海道生まれだが、全国各地を転々として育ち、現在の実家も関東にある。ただし、札幌には親族がいるため、1年に1回ぐらいは遊びに行くという。また、実家では正月におせち料理ではなく、北海道から送られたカニやエビを食べることが多いという[2]。
- 寒いのは苦手である。老後の夢は、春から秋は日本で生活し、冬はアメリカ・西海岸でのんびり過ごす事[8]。
- 父方の祖父は新潟県出身。昭和初期に北海道に渡り、国鉄苗穂工場に約40年間勤務した[9]。

## メディア出演

### テレビ
- まぶだち!!（TBS）
- ウッチャンナンチャンのウリナリ!!（日本テレビ）
- Gyu!と抱きしめたい!（日本テレビ系）
- KinKi KidsのGyu!（日本テレビ）
- ピカイチ（日本テレビ）
- Sパラ（tvk）
- 目撃!ドキュン（テレビ朝日・準レギュラー）
- 号外!!爆笑大問題（札幌テレビ放送制作・日本テレビ系）
- ヒューマンバラエティ 日曜のマゼラン（東日本放送・青森朝日放送・岩手朝日テレビ・秋田朝日放送・山形テレビ・福島放送・新潟テレビ21との共同制作番組）

#### ドラマ
- いいひと。（1997年、関西テレビ）
- 恋の片道切符（1997年、日本テレビ）
- マネートークス（1998年、日本テレビ）
- 走れ公務員!（1998年、フジテレビ） - 末永あかり 役
- お水の花道（1999年、フジテレビ） - なみえ 役
- 恋愛詐欺師（1999年、テレビ朝日） - 富樫愛 役
- 平成夫婦茶碗（2000年、日本テレビ）
- ストレートニュース 第7話（2000年、日本テレビ） - 杉浦好美 役
- ビッグウイング（2001年、TBSテレビ） - 石黒恵 役
- 新・星の金貨（2001年、日本テレビ） - 橋本由香里 役
- 天童よしみの歌姫探偵 温泉カラオケ殺人事件（2002年、フジテレビ）
- 愛の劇場「ダンシングライフ」（2003年、TBSテレビ） - 柴田倫子 役
- 乱歩R（2004年、日本テレビ） - 滝口美咲 役

### 吹き替え
- マーヴェリック - 子供 ※金曜ロードショー版

### ラジオ
- ヤンマガ伝説キャイ〜ンDAあ゛〜ん（1997年4月 - 1999年3月、TBSラジオ） - アシスタント
- 藤崎奈々子のALL外為ナビ!（2010年7月26日 - 2011年1月24日、ラジオ日経） - パーソナリティ

### 新聞・雑誌連載
日刊スポーツ（北海道版）（2004年）

### 広告
- Shawnee(ショーニー)
- 株式会社ネットリソースマネジメント「オフィスカルテ」
- エステティック na・ki・re
- マツモトキヨシ
- セイコーエプソン
- DHC
- カーセブン
- ソフトバンクモバイル（旧・ジェイフォン東北／デジタルツーカー東北時代）
- ライフコーポレーション
- テレ&パル50電話帳（2004年・2005年版、サイネックス）

### CD
- 『HappyXmas』ウリナリオールスターズ（1999年、東芝EMI） - コーラス
- 『東京LOVE』黒幕&愛人（2001年、ソニー・ミュージックエンタテインメント） - 内村光良とのデュエット

### ビデオ・DVD
- ファイナル・ビューティー（竹書房、1997年）
- VISUAL QUEEN OF THE YEAR'97（ポニーキャニオン、1997年）
- サザン・ウィンドの彼方へ（バンダイ・ミュージックエンタテインメント、1997年）
- 藤崎奈々子（アポロンクリエイト、1997年）
- BREAK QUEEN「藤崎奈々子 ラストショットfromファーストビデオ&サザン・ウインドの彼方へ（ジェネオン エンタテインメント、1998年）
- recollections（日本メディアサプライ、2003年）
- 奈々子とおでかけ（イーネット・フロンティア、2003年）

### ゲーム
- ØSTORY（エニックス、2000年） - 天使 役

## 書籍

### 写真集
- マリオネット（1997年、竹書房） ISBN 4812402891
- フジサキナナコ（1997年、ぶんか社） ISBN 4821121832
- noho‐hon（1998年、講談社） ISBN 4063050432
- ブルーム（1999年、ぶんか社） ISBN 4821122766
- Nanako again（2003年、ぶんか社） ISBN 4821125021

### 著書・共著
- ほっ。（2000年、ワニブックス） ISBN 4847013301
- ダブルフェイス（2000年、文芸社） ISBN 4835503287
- 温泉とデトックスでキレイになる！ ISBN 4434085123 - 医師佐久間重信、現役東大生との共著
- 幸せをつかむ勉強法　（表参道出版） ISBN 978-4-434-11769-5